# Естонија на Европском првенству у атлетици у дворани 2015.
Естонија је учествовала на 33. Европском првенству у дворани 2015 одржаном у Прагу, Чешка, од 5. до 8. марта. Ово је једанаесто Европско првенство у атлетици у дворани од 1994. године од када Естонија учествује самостално под овим именом. Репрезентацију Естоније представљало је 9 спортиста (6 мушкараца и 3 жене) који су се такмичили у 9 дисциплина (6 мушких и 3 женске).
На овом првенству Естонија није освојила ниједну медаљу.  У табели успешности према броју и пласману такмичара који су учествовали у финалним такмичењима (првих 8 такмичара) Естонија је са 1 учесником у финалу делила 31. место са 1 бодом.
| Пл. | Земља    | 1. место | 2. место | 3. место | 4. место | 5. место | 6. место | 7. место | 8. место | Бр. фин. Бод. |
| --- | -------- | -------- | -------- | -------- | -------- | -------- | -------- | -------- | -------- | ------------- |
| 31. | Естонија | –        | –        | –        | –        | –        | –        | –        | 1 - 1    | 1 - 1         |

Представници Естонији оборили су два лична рекорда.

## Учесници
| Мушкарци: - Рихард Пулст — 60 м - Марек Нит — 400 м - Рајмонд Валер — 800 м - Вејко Криск — Скок мотком - Рајн Каск — Скок удаљ - Кристо Галета — Бацање кугле | Жене: - Марја Калев — 60 м - Грете Удрас — Скок увис - Кетлин Пириме — Бацање кугле |  |

## Резултати

### Мушкарци
| Атлетичар     | Дисциплина   | Лични рекорд | Квалификације | Квалификације | Полуфинале           | Полуфинале           | Финале               | Финале       | Детаљи |
| Атлетичар     | Дисциплина   | Лични рекорд | Резултат      | Место         | Резултат             | Место                | Резултат             | Место        | Детаљи |
| ------------- | ------------ | ------------ | ------------- | ------------- | -------------------- | -------------------- | -------------------- | ------------ | ------ |
| Рихард Пулст  | 60 м         | 6,81         | 6,88          | 7. у гр. 3    | Није се квалификовао | Није се квалификовао | Није се квалификовао | 32 / 35 (36) |        |
| Марек Нит     | 400 м        | 45,99 НР     | 47,79         | 5. у гр. 2    | Није се квалификовао | Није се квалификовао | Није се квалификовао | 23 / 31 (33) |        |
| Рајмонд Валер | 800 м        | 1:50,12      | 1:50,08 ЛР    | 4. у гр. 6    | Није се квалификовао | Није се квалификовао | Није се квалификовао | 23 / 40      |        |
| Вејко Криск   | Скок мотком  | 5,30         | 5,05          | 19            |                      |                      | Није се квалификовао | 20 / 21 (24) |        |
| Рајн Каск     | Скок удаљ    | 7,67         | 7,82 ЛР       | 6. кв         | 7,24                 | 8 / 23 (24)          |                      |              |        |
| Кристо Галета | Бацање кугле | 19,16        | 18,18         | 27.           | Није се квалификовао | 27 / 27 (33)         |                      |              |        |

### Жене
| Атлетичарка   | Дисциплина   | Лични рекорд | Квалификације | Квалификације | Полуфинале            | Полуфинале            | Финале                | Финале       | Детаљи |
| Атлетичарка   | Дисциплина   | Лични рекорд | Резултат      | Место         | Резултат              | Место                 | Резултат              | Место        | Детаљи |
| ------------- | ------------ | ------------ | ------------- | ------------- | --------------------- | --------------------- | --------------------- | ------------ | ------ |
| Марја Калев   | 60 м         | 7,44 НР      | 7,52          | 6. у гр. 4    | Није се квалификовала | Није се квалификовала | Није се квалификовала | 30 / 37 (38) |        |
| Грете Удрас   | Скок увис    | 1,92         | 1,92          | 18.           |                       |                       | Није се квалификовала | 18/22        |        |
| Кетлин Пириме | Бацање кугле | 16,31        | НС            | НС            | НС                    | НС                    | НС                    | НС           |        |